# Preußen (Schiff, 1909)

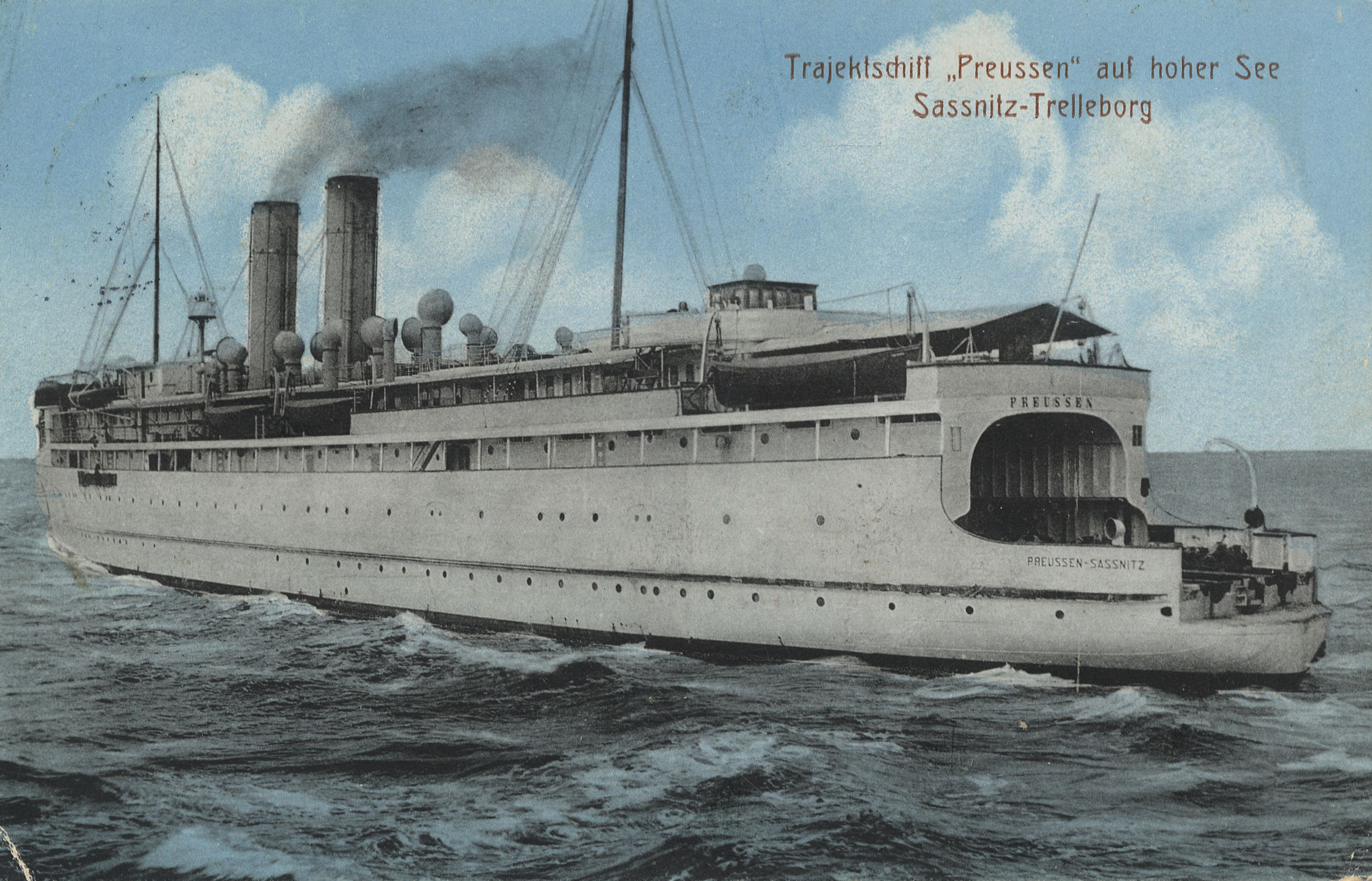
Die Preußen auf einer alten Postkarte

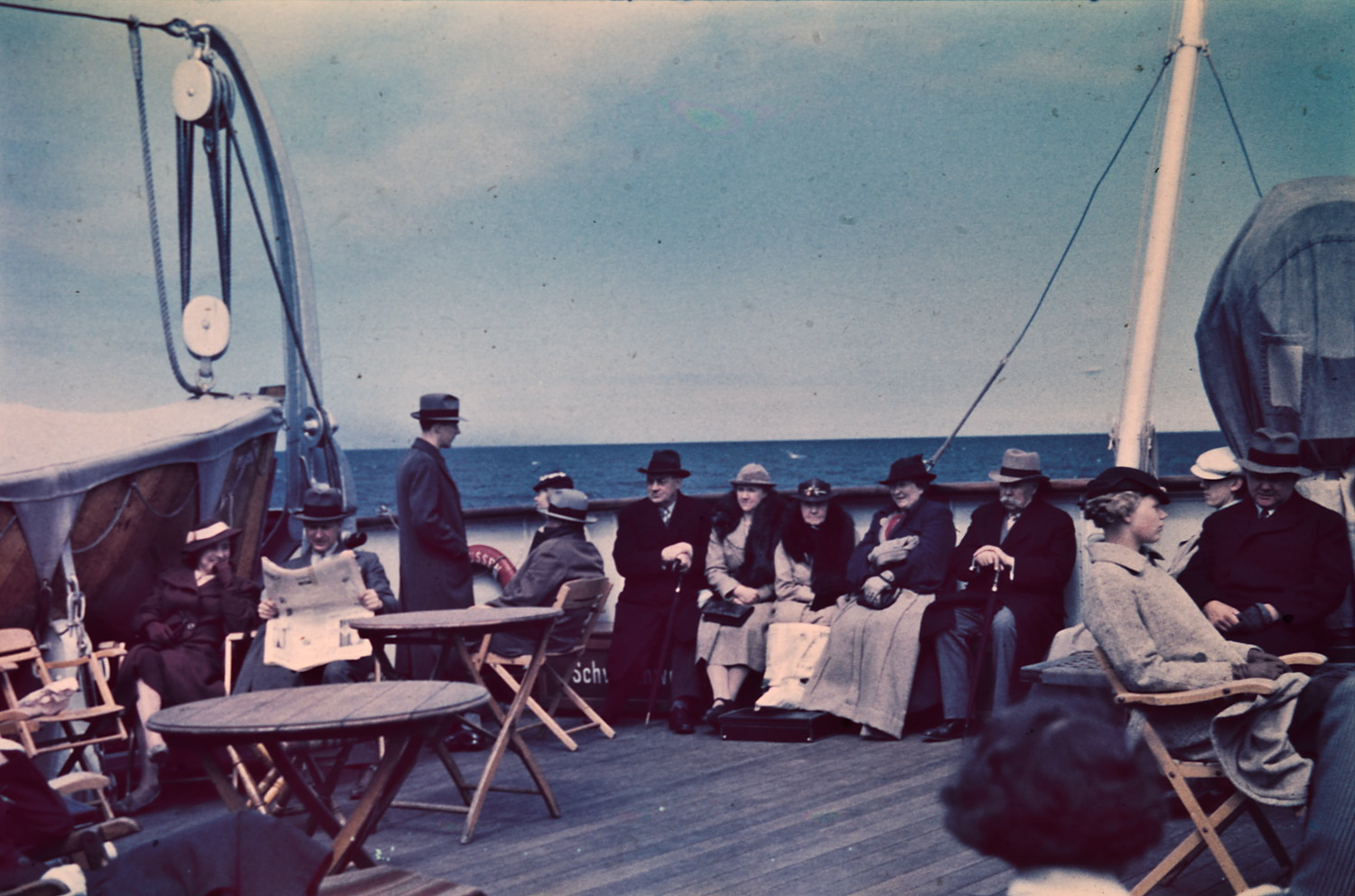
Touristen auf Preussen im Jahr 1937

Das Eisenbahnfährschiff Preußen war ein Trajektschiff, das im Liniendienst nach Schweden eingesetzt wurde.
Nach dem Abschluss des Vertrages vom 15. November 1907 über die Einrichtung einer Eisenbahnfährverbindung zwischen dem Deutschen Reich und Schweden wurden von beiden Staaten zunächst je zwei Fährschiffe gebaut. Ab 1909 kamen auf deutscher Seite die am 3. April 1909 bei der AG Vulcan Stettin vom Stapel gelaufenene Preußen und ihr Schwesterschiff Deutschland auf der Fährlinie Sassnitz–Trelleborg, der sogenannten Königslinie, zum Einsatz.
Im Ersten Weltkrieg wurde der Fährverkehr aufrechterhalten. Doch wurde das Schiff wegen seiner enormen Ladekapazität von über 400 Seeminen auch als Hilfsminenschiff von der Kaiserlichen Marine eingesetzt. Dabei kollidierte am 15. Oktober 1915 das deutsche Torpedoboot S 100 mit der Preußen, wobei 39 Menschen ihr Leben verloren. Nach der Reparatur nahm die Preußen ihren Dienst wieder auf. Am 7. November 1915 rettete sie in Verbindung mit dem Torpedoboot V 154 die Überlebenden des vom britischen U-Boot E19 torpedierten Kleinen Kreuzers Undine.
Bekannt, vor allem in der Sowjetunion, wurde das Schiff als Philosophenschiff, als es im November 1922 insgesamt 225 missliebige wie namhafte und deshalb ausgebürgerte sowjetische Intellektuelle von Petrograd nach Stettin brachte.
Von 1933 bis 1938 wurde das Schiff mehrfach für den Seedienst Ostpreußen auf der Strecke Kiel–Swinemünde–Pillau eingesetzt.
Am 10. Dezember 1937 strandete das Schiff im Schneesturm vor Stubbenkammer (Insel Rügen). Erst Ende des Jahres konnte der Havarist geborgen werden. Es erfolgte eine erneute Reparatur bei den Stettiner Oderwerken in Stettin-Grabow.
Während des Zweiten Weltkrieges konnte der Personenfährverkehr mit Schweden bis Juni 1943 aufrechterhalten werden. Mit einer letzten Fahrt der Fährschiffe am 26. September 1944 wurde der Fährverkehr dann endgültig eingestellt. Die Preußen wurde von der Kriegsmarine requiriert und bis Kriegsende als Truppen- und Verwundetentransporter auf der Ostsee eingesetzt. Nach dem Krieg wurde sie als Reparationsleistung an die UdSSR abgeliefert und dort unter dem Namen Kriljon weiter verwendet. Ab 1975 wurde sie unter dem Namen Morskaja I als Wohnschiff für den Bau des Hafens von Wostotschny (bei Nachodka am Japanischen Meer) genutzt und war 1985 noch vorhanden.

## Technische Daten
- Typ: Dampffährschiff
- Verdrängung: 4.200 Tonnen
- Länge / Breite / Tiefgang: 113,80 m / 16,26 m / 5,20 m
- Antrieb: Dampfmaschine mit 5000 PS (3.675 kW)
- Geschwindigkeit: 15,5 Knoten (ca. 28 km/h)
- Kapazität: 2 Eisenbahngleise Normalspur mit insgesamt 172 m Länge für 8 Durchgangszug-Wagen oder 16 bis 18 Güterwagen (Größe damalige Bauart)